# 中国科学院上海天文台
中国科学院上海天文台（英語：Shanghai Astronomical Observatory, Chinese Academy of Sciences），创建于1962年，位于上海市徐汇区南丹路80号。上海天文台的前身是法国天主教耶稣会于1872年建立的徐家汇天文台（蒲西路221号）和1900年在松江建立的佘山天文台。目前天文观测主要在佘山进行。
上海天文台现有中国科学院院士1人、中国工程院院士1人，正高级科技人员67人，副高级科技人员107人。

## 历史

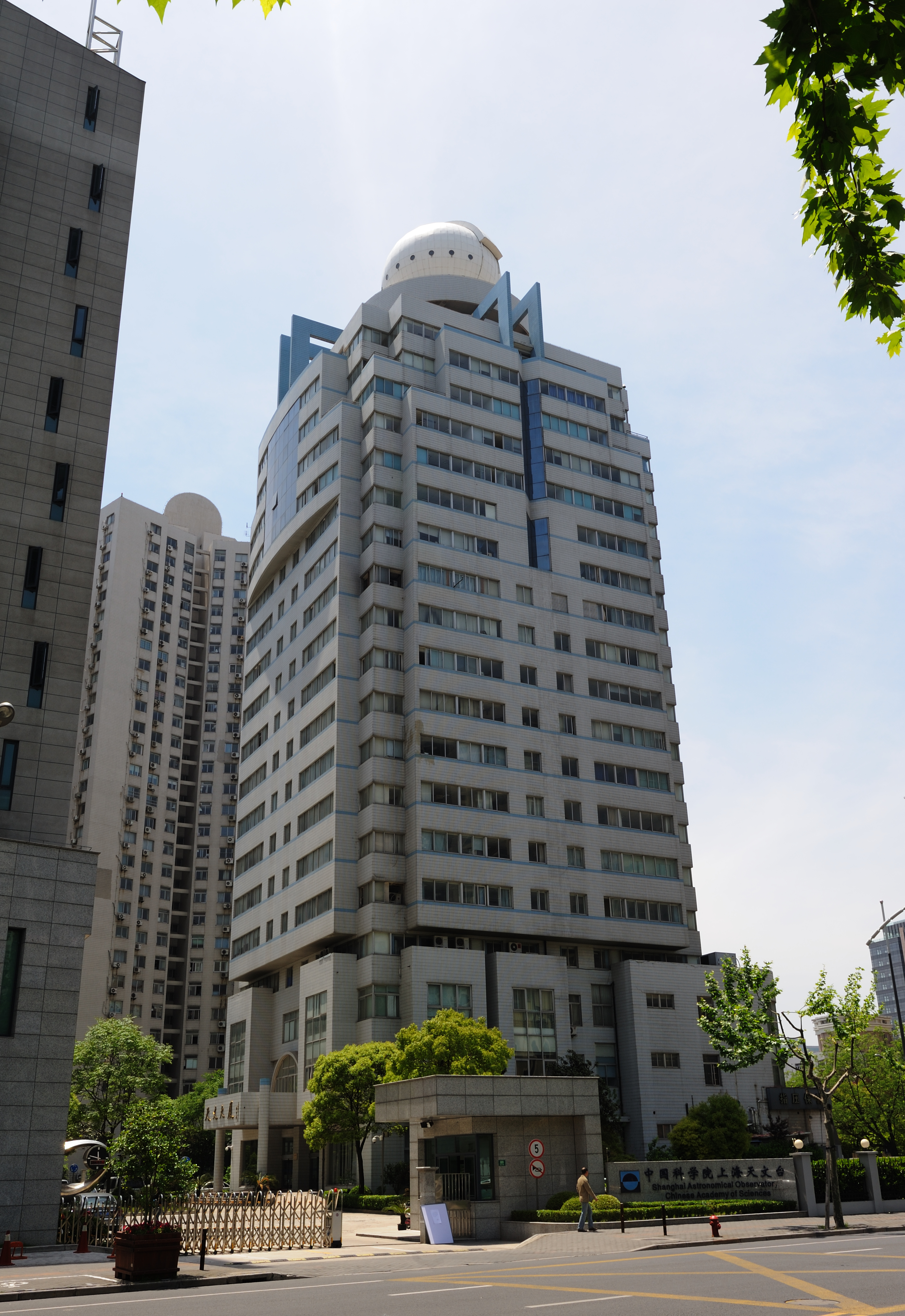
上海天文台（天文大厦）

## 研究领域
上海天文台主要从事宇宙学研究，空间天文观测和相关运用，天文光学设备研究开发，时间标准和同步设备研发，并辅助和支持国家的宇航发展计划。
上海天文台设有天文地球动力学研究中心（与中国科学院紫金山天文台共建中国科学院行星科学重点实验室）、天体物理研究室（与中国科学技术大学共建中国科学院星系宇宙学重点实验室）、射电天文科学与技术研究室（参建中国科学院射电天文重点实验室）、光学天文技术研究室和时间频率技术研究室等研究单元。
上海天文台是中华人民共和国国务院批准的首批博士硕士学位授予单位之一，包括天文学一级学科博士硕士培养点和天体物理、天体测量与天体力学、天文技术与方法等多个二级学科博士硕士培养点。

## 观测设备

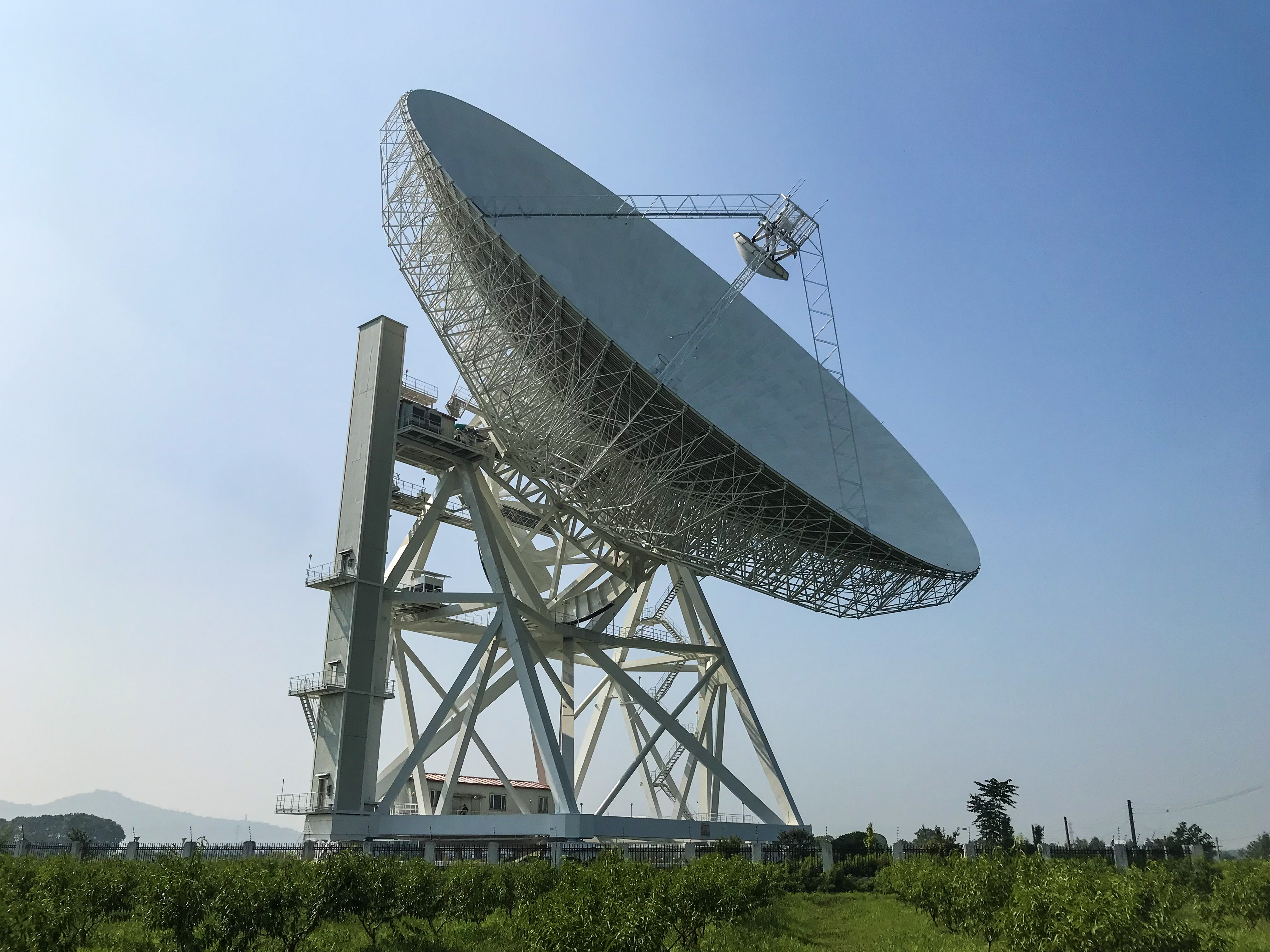
天马65米射电望远镜

### 65米射电望远镜
位于上海市松江区天马山附近，又名天马望远镜（31°05′31.99″N 121°08′10.10″E / 31.0922194°N 121.1361389°E），高70米、重2700吨，2012年落成。是中華人民共和國目前口径最大、波段最全的一台全方位可动的高性能的射电望远镜。其工作波长从最长21厘米到最短7毫米共8个波段，涵盖了开展射电天文观测的厘米波波段和长毫米波波段。

### 40米射电望远镜[9][10]
- 日喀则40米口径射电望远镜[11][12]
- 长白山40米口径射电望远镜[13]

### 25米射电望远镜
位于上海天文台的佘山观测园区（31°05′56.90″N 121°11′58.49″E / 31.0991389°N 121.1995806°E），于1987年建成使用，目前主要承担IVS测地国际VLBI联测、EVN的VLBI联测、东亚VLBI联测等。

### 60cm激光测距观测站
位于上海天文台的佘山观测园区，拥有一台口径为60cm望远镜激光测距仪，安装了不同用途的激光器、接收终端以及激光测距控制、处理软硬件等，可实现对四万公里内空间合作目标（带反射器卫星）全天时厘米级精度观测，以及距离最远二千多公里的非合作目标空间碎片分米级精度观测，是国际激光测距网的主要台站。

## 研究成果
- 原子钟
- 北斗卫星导航系统（“北斗二号卫星工程”曾获2016年度国家科技进步奖特等奖[15][16]，上海天文台排名第九，在中国科学院中排名第一[17]）
  - 信息处理系统
  - 时间频率系统（地面段和空间段）
  - 激光测距系统
  - 激光时差测量
- 中国探月工程（“绕月探测工程”和”嫦娥二号工程“分别荣获2009年度和2012年度国家科技进步奖特等奖[18][19]，上海天文台均为获奖单位之一）
  - VLBI测轨分系统
- 中国行星探测工程（天问一号、天问二号）
  - VLBI测轨分系统
- 平方公里阵列射电望远镜（SKA）

| 年度 | 项目名称                   | 获奖类别               | 链接                   |
| ---- | -------------------------- | ---------------------- | ---------------------- |
| 2005 | 宇宙结构形成的数值模拟研究 | 国家自然科学奖（二等） | （页面存档备份，存于） |

## 历任领导[20]
- 李珩（1962年-1981年）
- 叶叔华（1981年-1993年）
- 赵君亮（1993年-2003年）
- 洪晓瑜（2007年-2017年）
- 沈志强（2017年-2025年）
- 孔大力（2025年-）